# Schlumbergera russelliana
Espèce
Statut de conservation UICN

EN : En danger
Statut CITES
Schlumbergera russelliana est une espèce de plantes à fleurs de la famille des Cactaceae. C'est une plante succulente endémique de la région de Rio de Janeiro au Brésil. Elle est souvent appelée "Cactus de Noël", nom qui s'applique aussi à d'autres espèces du genre Schlumbergera et aux hybrides et cultivars issus de ces espèces.

## Description
Les tiges de Schlumbergera russelliana sont composées de segments (cladodes) aplatis. Contrairement à Schlumbergera truncata les cladodes de Schlumbergera russelliana n'ont pas de dents mais des côtés arrondis. 
Chaque cladode se termine par une aréole à partir de laquelle poussent les nouvelles cladodes et les fleurs.
Les fleurs sont zygomorphes, très allongées et mesurent entre 6.5 et 8 cm de long et entre 4 et 6 cm de large. Les fleurs des plantes sauvages sont roses, mais les hybrides et cultivars peuvent avoir des fleurs rouges, orange, jaunes, blanches ou bicolores.
La plante fleurit de février à avril dans l'hémisphère nord. C'est le raccourcissement des jours qui provoque la floraison. Les fleurs sont autostériles, autrement dit elles doivent être fécondées par le pollen d'un autre cactus pour produire des graines.

## Habitat et répartition
À l'état sauvage Schlumbergera russelliana est endémique de la région de Rio de Janeiro au Brésil, qui fait partie de la forêt atlantique. Seulement 3 stations sont connues. L'espèce est épiphyte et pousse entre 1300 et 2000 mètres d'altitude. Elle est cultivée comme plante ornementale mais demeure plus difficile à entretenir que les  hybrides qui en sont issus.